# جزيرة دووم
جزيرة دووم (اندونيسيا: بولاو دووم وتلفظ بـ دوم) هي جزيرة صغيرة في بابوا الغربية في اندونيسيا وهي جزء إداري من مدينة سورونج وتحديداً منطقة جزر سورونج.
كانت الجزيرة كمركز إداري لإدارة الإمبراطورية الهولندية في بابوا الغربية حتى تصبح لبعض الوقت جوهراً مستمراً في مدينة سورنج قبل نمو مدينة بابوا البرية.

## الجغرافيا والإدارة
تبعد الجزيرة حوالي 3 كيلومتر (1.9 ميل) من مدينة سورونج  البرية ومحيطها حوالي 4.5 كيلومترا (2.8 ميل).
الجزيرة جزء من قريتين اداريين: غرب وشرق جزيرة دووم وكلتا القريتين تتضمن جزر صغيرة بالقرب من مدينة سورونج. كما في عام 2016م وعدد السكان في الجزيرة 9,143 نسمة.

## التاريخ
قبل الاستعمار الأوروبي كانت الجزيرة جزء من سلطنة تيدور وتظهر التسجيلات الهولندية لأول مرة عام 1863م من خلال دراسة هاينرش أغاثون بيرنشتاين وأستعمر الهولنديين الجزيرة مبكرا عند إنشاء غينيا الجديدة الهولندية مع منصب استعماري أنشئت رسمياً عام 1906م ومينهاسان يجري تعيينه رئيساً، وأصبحت الجزيرة متأخرا كوظيفة ادارية مع العديد من المباني المكتبية والسجن «مبنى السرور» أن يجري هذا البناء في الجزيرة، تم تركيب مولد كهربائي يعمل بالديزل في الجزيرة لتوفير الطاقة ووكانت الجزيرة كمركز إداري (للأقسام الفرعية) لمدينة سورونج بين عامي 1935م و 1950م أو 1952م.
أثناء الحرب العالمية الثانية احتلت القوات اليابانية الجزيرة وحصنتها عن طريق بناء شبكة أنفاق ومخابئ كما أنها تعرضت الجزيرة لهجوم طائرات  أمريكية وأسترالية طوال الحرب. أنشئت محطة صيد الأسماك بعد الحرب في الجزيرة قبل انتقالها إلى مدينة مانوكواري وبعد الاستيلاء على مدينة بابوا الغربية في اندونيسيا واجبروا على زيادة حركة مدينة سورونج إلى البر حوالي عام 1965م.
 على الرغم من الجزيرة كانت في البداية متطورة بالنسبة إلى مدينة سورونج البرية إلا أنها أصبحت متطورة في الآونة الأخيرة مع تسميتها ب دووم «الجزيرة النجمية» في السبعينات والثمانينات نسبة إلى الأنوار الساطعة نسبياً.

## الوصول والمرافق
بسبب المسافة القصيرة من مدينة سورونج يمكن الذهاب إلى جزيرة دووم بالقارب في 10دقائق من البرية ولدى الجزيرة معالجة مياه البحر بالتناضح العكسي وقادر على معالجة 9000 لتر/الساعة.
يوجد في الجزيرة مدرسة ثانوية كانت بمثابة قسم لمجمع السجن الهولندي  وقسم كرة القدم.